# 1796
1796 (MDCCXCVI) je bilo prestopno leto, ki se je po gregorijanskem koledarju začelo na petek, po 11 dni počasnejšem julijanskem koledarju pa na torek.

## Dogodki
- izzide Sztároga i nouvoga testamentoma szvéte histórie krátka summa prekmurski veroučni učbenik in prevod Svetega pisma, napisal ga je Mikloš Küzmič
- izzide Mrtvecsne peszmi prekmurska mrliška pesmarica Štefana Sijarta, ki je tudi ena najpomembnejših umetnin prekmurske književnosti
- 1. januar

## Rojstva
- 18. marec - Jakob Steiner, švicarski matematik († 1863)
- 1. junij - Nicolas Léonard Sadi Carnot, francoski matematik, fizik († 1832)
- 31. julij - Ignac Kristijanović, hrvaški pisatelj, prevajalec († 1884)
- 25. november - Andreas von Ettingshausen, nemški matematik, fizik († 1878)

## Smrti
- 7. oktober - Thomas Reid, škotski filozof (* 1710)
- 17. november - Katarina II. Velika, ruska carica (* 1729)
- 11. december - Johann Daniel Titius, nemški astronom, fizik, biolog (* 1729)
- 19. december - Pjotr Aleksandrovič Rumjancev-Zadunajski, ruski general (* 1725)